# Halistrepta sulcata
Halistrepta sulcata is een tweekleppigensoort uit de familie van de Periplomatidae. De wetenschappelijke naam van de soort is voor het eerst geldig gepubliceerd in 1904 door Dall.